# Race 07: Official WTCC Game
Race 07: Official WTCC Game es un videojuego simulador de carreras de SimBin Studios (más tarde Sector3 Studios). El juego es la secuela del título de 2006 Race: The Official WTCC Game. Al igual que el Race original, el título tiene licencia oficial del Campeonato Mundial de Turismos (WTCC).

## Jugabilidad
Race 07  cuenta con más de 300 autos en nueve clases de carreras diferentes. La  Carrera 07  incluye la  2006 y la  temporada 2007 de los FIA Campeonatos del Mundo de Turismos (FIA WTCC ) así como 8 clases más en 14 pistas de todo el mundo.
El modo multijugador solo está disponible con la instalación del cliente de Steam y el registro de una cuenta en Steam.

## Recepción
El juego fue moderadamente bien recibido por los críticos. IGN declaró que el juego "no era tan probable que ganara a un corredor casual, porque se hizo poco para cultivar nuevos fanáticos incondicionales de las carreras de simulación aquí". PC Format, Eurogamer, Boomtown y PTGamers coincidieron en que "las imágenes no son la principal atracción del juego", mientras que PC Zone criticó la IA y los daños causados por los choques.
GameShark y AceGamez elogiaron la longevidad.

## Paquetes de expansión
Desde entonces, ha generado nueve paquetes de expansión: GTR Evolution, STCC - The Game, Race On, Formula Raceroom (sin cargo), STCC - The Game 2, GT Power, WTCC 2010, RETRO y la expansión final de la serie, Race Injection.
Formula Raceroom es un paquete adicional gratuito a RACE 07 desarrollado por SimBin y añade un coche estilo Fórmula 1 y un circuito Hockenheimring al juego original. Fue lanzado el 18 de marzo de 2011.
STCC - The Game es un paquete de expansión que presenta la temporada  2008 Swedish Touring Car Championship y su serie de apoyo, la Camaro Cup.

### Race On
Race On es un paquete de expansión para RACE 07 desarrollado por SimBin Studios (más tarde Sector3 Studios) y agrega la Temporada del Campeonato Mundial de Turismos 2008, la serie International Formula Master y algunos Muscle Cars estadounidenses en ambos versiones de carretera y de carreras de RACE 07. Fue lanzado internacionalmente el 16 de octubre de 2009. Está disponible como un juego independiente que incluye Race 07, así como su paquete de expansión anterior STCC - The Game (que fue solo se lanzará como una copia en caja en Escandinavia) y como un paquete adicional para aquellos que ya tienen Race 07 y/o STCC - The Game.

#### Pistas
Se incluirán en el juego dos nuevas pistas estadounidenses (Laguna Seca y Road America), así como un número considerablemente mayor de carreras de la propia América. Para acompañar a los autos del WTCC 2008, se incluyen versiones actualizadas de las pistas de 2006 y 2007 presentadas en RACE 07, además del nuevo circuito para esa temporada, Okayama.

#### Autos
Race On incluye todos los coches de Race 07, más cinco nuevos. Se trata de cuatro Muscle cars estadounidenses en versión de carrera y de calle más el International Formula Master europeo.
- Cadillac CTS-V
- Chevrolet Camaro
- Dodge Challenger SRT8
- Dodge Charger SRT8
- International Formula Master (Tatuus-Honda)

#### Series/Campeonatos
- World Touring Car Championship (2008)
- US Muscle Car Series
- Serie International Formula Master

#### Recepción
Race On recibió críticas mixtas, con una puntuación de Metacritic promedio del 73%.
IT Reviews comentó que "Race On es un paquete con una buena relación calidad-precio, con una cantidad colosal de autos y pistas en oferta si no tienes el juego original". Sin embargo, agregó que para aquellos que ya poseen la Carrera 07, todo lo que obtienen son "nuevos muscle cars para jugar y el campeonato sueco", lo que lo convierte en una "compra un poco menos atractiva para ellos".
La revista PC Gamer en el Reino Unido estuvo de acuerdo en general con esto, diciendo: "No es un mal valor si eres nuevo en Race 07, pero quizás sea un trato crudo para aquellos que poseen el juego base".